# جاه نهر
جاه نهر (بالفارسية: چاه نهر) (بالإنجليزية: Chah Nahr)‏، قرية في قسم درزوسابيان الريفي، الناحية المركزية، مقاطعة لارستان، محافظة فارس، إيران. يبلغ عدد سكانها حسب إحصاء عام 2006 ميلادية 1,137 نسمة في 244 عائلة.